# Jesse Pinkman
Jesse Bruce Pinkman är en fiktiv karaktär och en av huvudkaraktärerna i den amerikanska TV-serien Breaking Bad, som spelas av Aaron Paul. Han är en drogtillverkare och knarkåterförsäljare som arbetar tillsammans med sin före detta gymnasielärare i kemi, Walter White (spelad av Bryan Cranston). Jesse är den enda karaktären förutom Walter som dyker upp i varje avsnitt av serien. Paul återtog rollen för spin-off-filmen 2019 El Camino: A Breaking Bad Movie, en uppföljare till serien som utspelar sig efter finalen av Breaking Bad, och igen 2022 för den sjätte och sista säsongen av föregångar-serien Better Call Saul.
Trots planerna på att döda karaktären i slutet av den första säsongen av serien övertygade Pauls prestation skaparen Vince Gilligan att behålla Jesse i showen. Karaktären och Pauls framträdande fick hyllningar från kritiker och fans. Kritiker berömde speciellt Jesses karaktärsutveckling från en osympatisk knarklangare till programmets moraliska kompass när han blir allt mer medveten om konsekvenserna hans och Walter Whites handlingar får. För sin skildring av karaktären vann Paul Primetime Emmy Award för enastående biroll i en dramaserie 2010, 2012 och 2014, vilket gjorde honom till den första skådespelaren att vinna kategorin tre gånger sedan dess uppdelning i drama och komedi.

## FöreBreaking Bad
Jesse Bruce Pinkman föddes i en medelklassfamilj i Albuquerque, New Mexico.
Han har dålig relation med sina föräldrar p.g.a hans livsstil som knarklangare och drogmissbrukare.
När han blir utsparkad hemifrån flyttar han in hos sin moster Ginny som har cancer. Jessie tar hand om henne fram till hennes död.
När Ginny dör hade hon lovat Jessie att bo kvar i hennes hus, vilket han gör, men äganderätten av huset tilldelas hans föräldrar.